# Cordyceps incarnata
Cordyceps incarnata är en svampart som beskrevs av Möller 1901. Cordyceps incarnata ingår i släktet Cordyceps och familjen Cordycipitaceae.   Inga underarter finns listade i Catalogue of Life.